# 1837 en Grèce
Chronologie de la Grèce
- 1833
- 1834
- 1835
- 1836
- 1837
- 1838
- 1839
- 1840
- 1841

Cette page concerne les évènements survenus en 1837 en Grèce  :

## Événement
- Reconnaissance de l'indépendance de la Grèce par les États-Unis[1].
- Recensement de la Grèce

## Création
- École des beaux-arts d'Athènes
- Premier cimetière d'Athènes
- Société archéologique d'Athènes
- Université polytechnique nationale d'Athènes
- 3 mai : Inauguration de l'université nationale et capodistrienne d'Athènes.

## Dissolution
- 2 février : Cabinet de Josef Ludwig von Armansperg (en).

## Naissance
- Joachim IV de Constantinople, patriarche de Constantinople.
- Procope II d'Athènes, métropolite d’Athènes et de toute la Grèce.
- Spiros Α. Milionis (d), photographe.
- Elíza Soútsou (el), écrivaine.
- Constantínos Volanákis, peintre.

## Décès
- Sergei Chirinsky-Chikhmatov (ru), poète et écrivain russe.
- Josef Eduard Teltscher (en), dessinateur de portraits, peintre et lithographe autrichien.
- Pavlos Prosaléndis (el), peintre et sculpteur.
- Emmanouíl Theotókis (el), philologue, historien et écrivain.